# Yong’an (köpinghuvudort i Kina, Inner Mongolia Autonomous Region, lat 45,81, long 121,64)
Yong'an (kinesiska: 永安, 永安镇) är en köpinghuvudort i Kina. Den ligger i den autonoma regionen Inre Mongoliet, i den norra delen av landet, omkring 980 kilometer nordost om regionhuvudstaden Hohhot. Antalet invånare är 22 518. Befolkningen består av 10 959 kvinnor och 11 559 män. Barn under 15 år utgör 14,0 %, vuxna 15-64 år 77 %, och äldre över 65 år 7,0 %.
Runt Yong'an är det ganska tätbefolkat, med 65 invånare per kvadratkilometer. Det finns inga andra samhällen i närheten. Trakten runt Yong'an består i huvudsak av gräsmarker.
Genomsnittlig årsnederbörd är 609 millimeter. Den regnigaste månaden är juli, med i genomsnitt 197 mm nederbörd, och den torraste är januari, med 4 mm nederbörd.